# Irwandi Yusuf
Irwandi Yusuf, född 2 augusti 1960 i Bireun, Aceh, Indonesien, är en acehnesisk politiker och före detta gerillaledare som var guvernör i Aceh 2007-2012 sedan han år 2006 vunnit guvernörsvalet. Yusuf var medlem av rörelsen Gerakan Aceh Merdeka innan den rörelsen splittrades, och senare i Partai Nanggroe Aceh. Han är ursprungligen veterinär. Från maj 2003 fram till tsunamin den 26 december 2004 satt han fängslad. Yusuf överlevde tillsammans med ungefär 15 andra fångar naturkatastrofen genom att ta sig ut via taket när fängelset rasade; vid tiden för tsunamin var ungefär 200 fångar inspärrade i fängelset.